# Хондаб
Хонда́б, или Ханда́б, или Хенда́б (перс. خنداب‎) — небольшой город на западе Ирана, в провинции Меркези. Входит в состав шахрестана  Эрак .

## География
Город находится в юго-западной части Центрального остана, в горной местности, на высоте 1 674 метров над уровнем моря.
Хондаб расположен на расстоянии приблизительно 55 километров к северо-западу от Эрака, административного центра провинции и на расстоянии 235 километров к юго-западу от Тегерана, столицы страны. Основу экономики города составляет сельскохозяйственное производство.

## Население
На 2006 год население составляло 6 982 человека; в национальном составе преобладают азербайджанцы и персы, в конфессиональном — мусульмане-шииты.